# سكوت كراري
سكوت كراري (بالإنجليزية: Scott Crary)‏ هو منتج أفلام وكاتب سيناريو ومخرج أمريكي، ولد في 12 أبريل 1978 في أواهو في الولايات المتحدة.

## وصلات خارجية
- سكوت كراري على موقع IMDb (الإنجليزية)
- سكوت كراري على موقع ألو سيني (الفرنسية)
- سكوت كراري على موقع ألو سيني (الفرنسية)
- سكوت كراري على موقع أول موفي (الإنجليزية)
- سكوت كراري على موقع قاعدة بيانات الفيلم (الإنجليزية)
- سكوت كراري على موقع كينوبويسك (الروسية)